# Ca l'Horta del Puig
Ca l'Horta del Puig és una obra del municipi de Brunyola i Sant Martí Sapresa (Selva) inclosa en l'Inventari del Patrimoni Arquitectònic de Catalunya.

## Descripció
Ca l'Horta del Puig es tracta d'una masia d'estructura basilical que consta de planta baixa, pis superior i golfes i que està coberta amb una teulada a dues aigües de vessants a laterals.
La masia presenta una estructuració interna a base de tres crugies.
La planta baixa consta de tres obertures, a destacar especialment el portal d'accés quadrangular equipat amb una poderosa i robusta llinda monolítica i muntants de pedra ben treballats i escairats. En la llinda es pot llegir el següent: "A N Y 1 9 3 6". A l'esquerra del portar trobem un portal d'accés secundari el qual reuneix les mateixes característiques compositives que el portal central.
En el primer pis o planta noble trobem tres obertures - la del centre rectangular i les dues dels extrems quadrangulars- bastant austeres i discretes. La del centre consta de llinda monolítica i muntants de pedra i sota s'observa restes de la solució prototípica consistent en disposar dues o tres pedres com a mesura de reforç en la sustentació de la pesant finestra.
En el segon pis, el qual desenvolupa les tasques de golfes, trobem dues finestres rectangulars totalment irrellevants, ja que no han rebut cap treball a destacar.
Tanca la façana en la part superior un ràfec format per quatre fileres: la primera de rajola plana, la segona de teula, la tercera de rajola plana i la quarta de teula.
En els extrems de la masia es poden observar els blocs cantoners de pedra ben desbastats i treballats.
Pel que fa al tema dels materials la masia està completament arrebossada i pintada de blanc. La pedra, en aquest cas és un material amb molt poc acta de presència fins al punt que el trobem present en elements aïllats i puntuals com ara les llindes monolítiques i els muntants laterals dels dos portals respectivament i els blocs cantoners de pedra. Tant les llindes i muntants com els blocs cantoners són de pedra sorrenca.
L'estat de conservació de la masia és extremadament bo i no hi ha cap element que hagi de fer patir per la seva integritat física. Aquest estat de conservació tant privilegiat es deuria a les obres contínues d'acondicionament, manteniment i millora que es practiquen amb assiduïtat en la masia, com per exemple les que s'estan duent a terme en l'actualitat com és un control de plagues i que ha motivat que el restaurant resti tancat.
Davant del mas, sobre una petita elevació hi ha el paller o graner cobert amb una teulada a dues aigües de vessants a laterals, el qual ha estat molt restaurat en l'actualitat. En el mur de l'extrem dret en un dels grans blocs de pedra molt ben desbastats i treballats es pot llegir una inscripció molt interessant que fa al·lusió al propietari original i a la data de construcció de la masia, i diu així:
"1 8 3 2
Y S I D R O M U X A C H
M E F E S I T D I A
3 D E M A I X"
Davant del graner podem contemplar les restes vivents de l'era on antigament es trillaven els cereals.